# Коренные народы

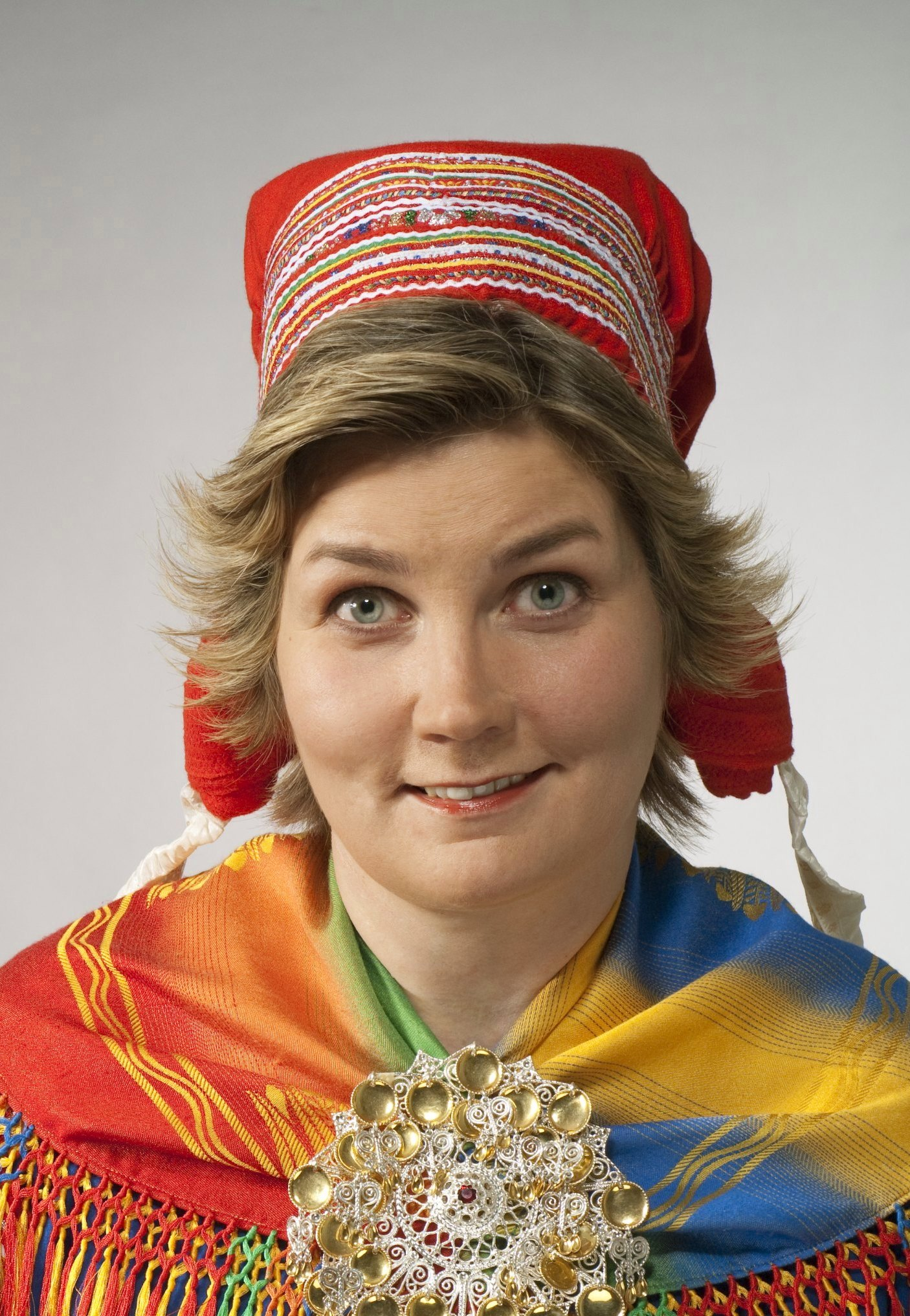
Представительница одного из коренных народов Европы, саамов, — Айли Кескитало, президент Саамского парламента Норвегии в 2005—2007 годах

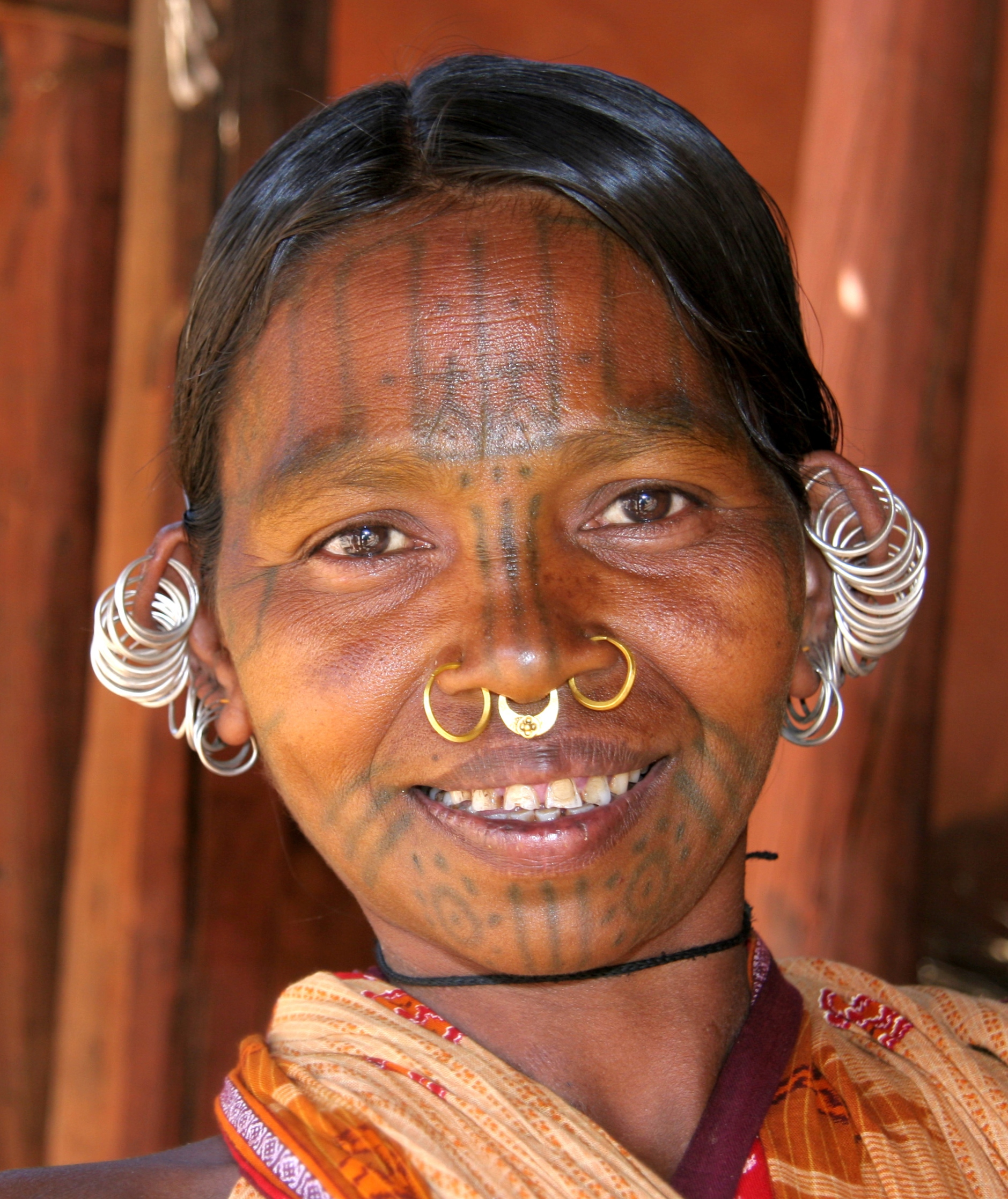
Представительница одного из коренных народов Индии, кхондов

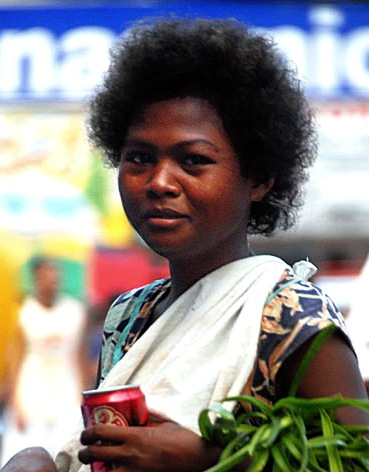
Представительница народа аэта (ати), одного из коренных народов Филиппин. Остров Панай

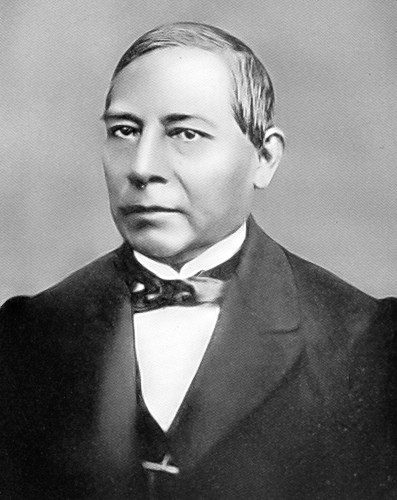
Бенито Хуарес — первый президент Мексики из числа коренных народов (сапотек)

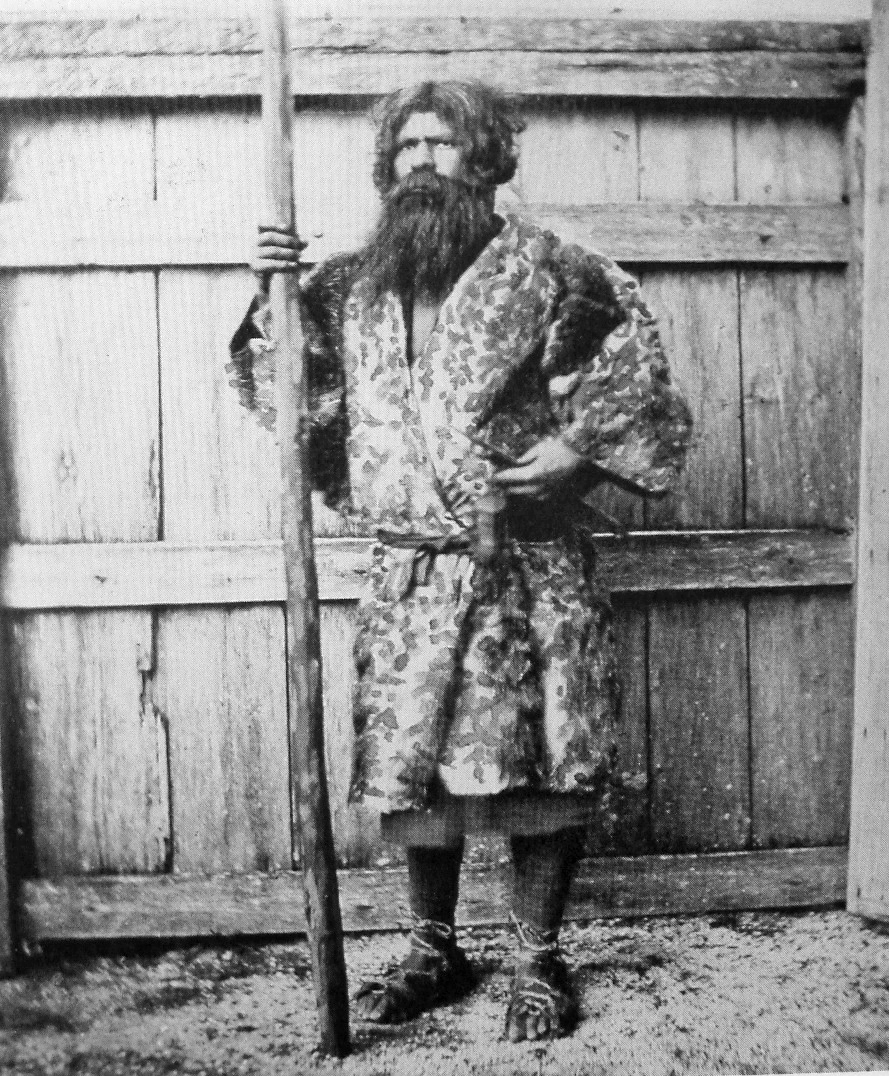
Представитель народа айнов, около 1880 года

Коренны́е наро́ды — народы, которые обитали на определённых землях до прихода туда переселенцев из других мест.

## Терминология
Чётких общепринятых характеристик понятия, то есть термина, «коренные народы» в международном праве нет ввиду ряда причин:
- коренные народы являются представителями разных рас, культур, языковых групп, религий и живут фактически на всех обитаемых континентах;
- они находятся на разных этапах социального, экономического и культурного развития.

Вследствие этого у них разные потребности, интересы, стремления и требования. Декларация о правах коренных народов, принятая в 2007 году, не содержит определения понятия «коренные народы». Организация Объединённых Наций (ООН) от лица Специального докладчика по проблеме дискриминации коренного населения для Подкомиссии ООН по предупреждению дискриминации и защите меньшинств Хосе Мартинесом Кобо, приводит следующее рабочее определение:
…коренной народ состоит из нынешних потомков народов, которые проживали на нынешней территории всей или части какой-либо страны в момент, когда на неё прибыли из других частей мира лица другой культуры и этнического происхождения, которые покорили их и поставили в зависимое и колониальное положение путём завоевания, колонизации и других средств; в настоящее время эти народы живут более в соответствии с их особыми обычаями и социальными, экономическими и культурными традициями, чем с институтами страны, частью которой они являются, при государственной структуре, которая основывается главным образом на национальных, социальных и культурных особенностях других господствующих слоёв населения
Коренные народы живут во всех частях Земли: к ним относятся, например, эвенки на Дальнем Востоке, эскимосы и алеуты в Приполярье Северной Америки и Дальнего Востока, саамы в Скандинавии и на Кольском полуострове, маори в Новой Зеландии, индейцы в Америке как части света и т. д. Их насчитывается около 300 млн человек.
Термин «коренные народы» (англ. indigenous peoples) входит в международно-правовой лексикон и используется в различных документах Организации Объединённых Наций и других международных организаций. В законодательстве Российской Федерации используют термины «коренные малочисленные народы» и «малочисленные народы». Слова и выражения «аборигены» (лат. aborigines, ab origine «от начала»), «автохтоны», «туземцы», «коренное население» семантически близки к термину «коренные народы», однако в юридических документах не используются.

## История
В ходе цивилизационной колонизации мира, начавшейся в XV веке и продолжавшейся до XX века, большинство коренных народов, особенно коренных малочисленных народов планеты, оказалось под угрозой исчезновения (вымирания). Коренные народы, как записано в резолюции 61/295 Генеральной Ассамблеи ООН от 13 сентября 2007 года, «стали жертвами исторических несправедливостей в результате, среди прочего, их колонизации и лишения их своих земель, территорий и ресурсов, что препятствует осуществлению ими, в частности, своего права на развитие в соответствии с их потребностями и интересами…».
Даже когда речь не шла о физическом исчезновении коренных народов, их автохтонные языки в подавляющем большинстве подвергались угрозе существенной деформации или даже вымирания — как в форме спонтанной ассимиляции, так и намеренного лингвоцида со стороны языков (наиболее часто — со стороны так называемых мировых языков), являющихся государственными в тех странах, в состав которых попали территории коренных народов. Угрозе существенной деформации, либо исчезновения подвергались и до сих пор подвергаются все автохтонные культуры — как из-за давления со стороны культур титульных наций, так и по причине стихийной глобализации.
Начало международного признания особых прав у коренного населения было положено в 1957 году, когда была принята Конвенция Международной организации труда (МОТ) № 107 «О защите и интеграции коренного и другого населения, ведущего племенной и полуплеменной образ жизни, в независимых странах».
Хотя коренные народы различных регионов существенно отличаются друг от друга культурой, историей и социально-экономическими условиями своего существования, у них имеется и много общего. Одна из таких общих черт — гармоничность сосуществования коренных народов и окружающей природной среды в местах проживания, наличие у этих народов богатого набора морально-этических норм, касающихся взаимоотношения человека и природы, то есть наличие высокой естественной экологической культуры. Кроме того, общим для большей части коренных народов является опыт пребывания в условиях колонизации и угнетения со стороны государства и доминирующих в государстве социальных обществ, опыт существования в условиях политического, экономического, социального и культурного бесправия.

## Коренные народы и их права в последние десятилетия
За права коренных народов раньше выступали в основном экологические организации. С середины 1970-х годов коренные народы начали самостоятельно отстаивать свои права на национальном и международном уровнях.
В 1994 году Генеральная Ассамблея ООН провозгласила Международный день коренных народов мира.
В настоящее время представители коренных народов регулярно принимают участие в работе Организации Объединённых Наций и многих других международных органов, как, например, Арктического совета.
С 26 по 29 марта 2012 года в Кёутукейну (Финнмарк) в здании Саамской высшей школы прошла Международная конференция тележурналистов коренных народов. В её рамках состоялись семинары и мастер-классы для журналистов, работающих в редакциях, вещающих на языках коренных народов. В конференции участвовали делегаты более десяти стран, в том числе от Канады, Финляндии, Швеции, России, США.
На Тайване коренные народы в последние десятилетия получают поддержку и признание государства, начиная с президентского срока Ли Дэнхуэя.

## Коренные народы в Российской Федерации
В Российской Федерации — согласно нормативным актам Правительства проживает 47 коренных малочисленных народов, согласно данным Всероссийской переписи населения 2002 года — 44. Общая численность составляет около 500 тысяч человек, или 0,3 % населения страны. 35 из этих народов численностью 275 тысяч человек расселены в 28 субъектах Российской Федерации, составляя лишь два процента от числа всего населения этих регионов. Из них 13 — малочисленные народы, то есть насчитывают менее тысячи человек. Самым крупным среди коренных малочисленных народов являются ненцы (41 тысяча человек), а самым малочисленным — кереки (4 человека).
Коренные (малые) народы Российской Федерации следует отличать от собственно коренных (автохтонных) народов Российской Федерации, например: русских, карел, удмуртов, марийцев, чувашей, татар, башкир, алтайцев, хакасов, якутов, бурятов, калмыков, коми, марийцев, мордвы, тувинцев и других, а также коренных народов Северного Кавказа. По данным Всероссийской переписи населения 2002 года, русскими назвались чуть менее 80 % населения Российской Федерации (согласно графе № 7 переписного листа). Около 10 % населения страны приходится на семь других крупных этносов, земли длительного проживания большинства из которых находятся на территории современной Российской Федерации.

## Культурное сотрудничество коренных народов
Ежегодно с 1991 года в Северной Норвегии проводится фестиваль культуры «Ридду Ридду». Изначально это был фестиваль саамской культуры, позже «Ридду Ридду» стал главным международным мультикультурным фестивалем коренных народов.
Ежегодно с 1998 года в Инари (Саамский регион Финляндии) проводится Skábmagovat — ежегодный международный кинофестиваль коренных народов.

## Исторические наименования коренных народов

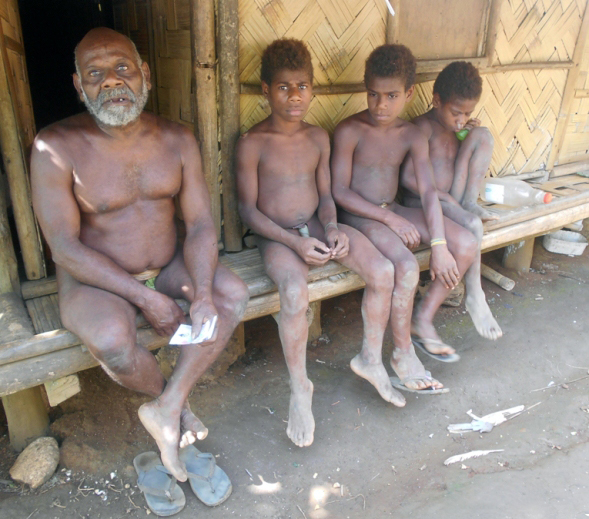
Аборигены острова Пентекост

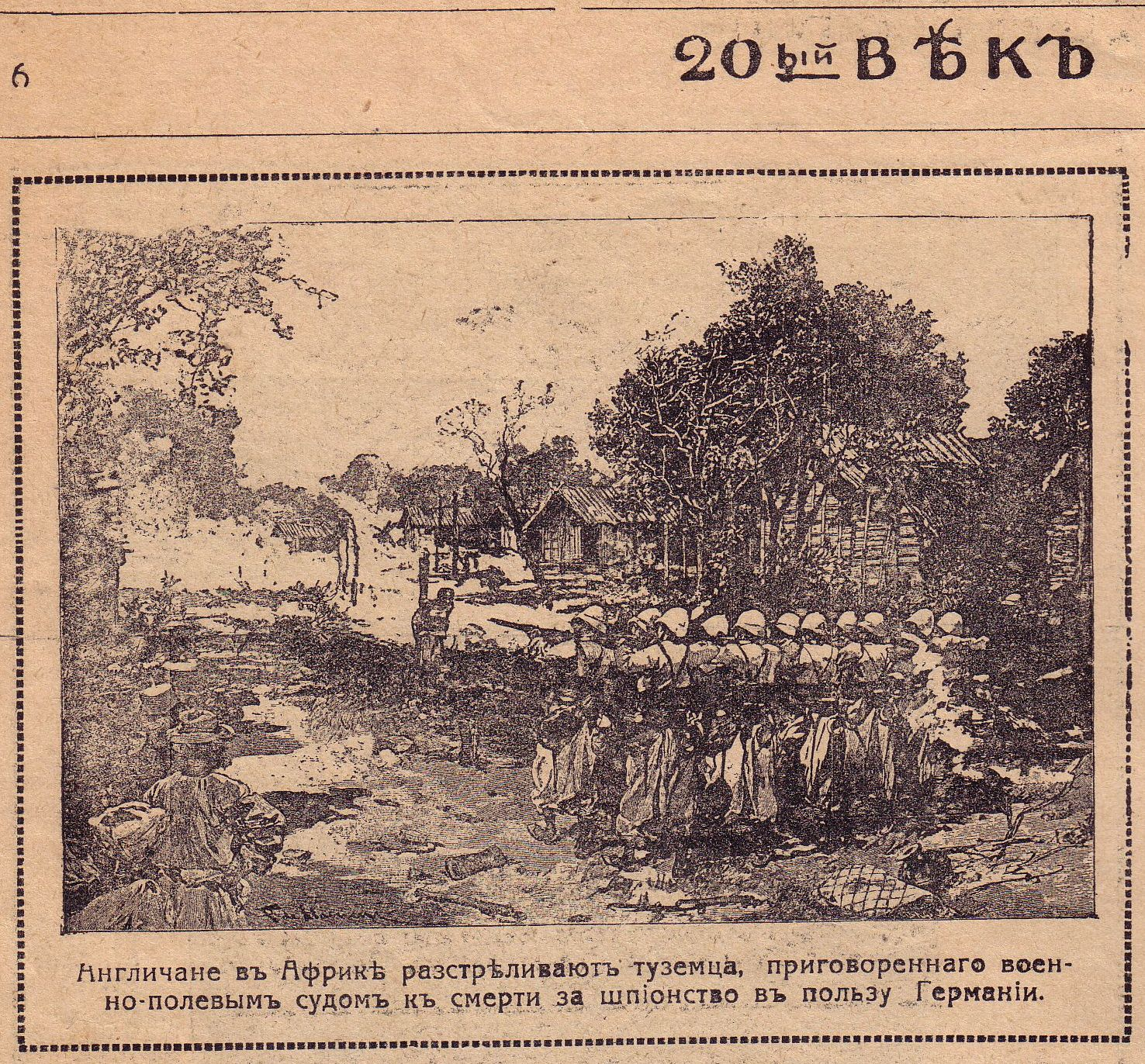
Расстрел туземца англичанами. Африка, 1914

Аборигены (греч. ιθαγενής (родной) → лат. Aborigines от лат. ab origine — от начала) — у древних римлян название первобытных, коренных жителей Лация, соответствует греческим автохтонам. В этом же значении слово «абориген» перешло в новейшие языки. По римским сказаниям, народ аборигинов, живший в Апеннинских горах, в местности Реате (теперь Риети), и оттеснённый сабинянами, выдвинулся на юг к устьям Тибра, где вытеснил сикулов и стал называться латинами, так что и римляне могут вести от них своё происхождение. Новейшая наука сомневается, однако, в существовании народа с этим именем.
В России, особенно при освоении в XIII—XX веках южных, уральских и сибирских просторов, в быту и в ведении государственных документов (до 1940-х годов), употреблялось слово «туземцы» (то есть «люди той земли») или «инородцы» (то есть население иного, нежели у русских, рода).
Со второй половины XX века и в настоящее время используется более политически корректные выражения «малые народы», «коренные народы» и «национальные меньшинства». Эти термины не являются тождественными, однако могут корреспондироваться: так, «коренные народы» в своём большинстве являются одним из типов «национальных меньшинств».
В США из соображений политкорректности американских индейцев именуют «коренными американцами» (англ. native americans).

## Международный год языков коренных народов
2019 год был объявлен ООН Международным годом языков коренных народов.